# 歪斜狸藻
歪斜狸藻（学名：Utricularia perversa）為狸藻屬中型浮水生食虫植物。其种加词“perversa”来源于拉丁文“perversus”，意为“歪斜，倾斜”。其可能与辐射狸藻（U. radiata）之间存在密切的近缘关系。歪斜狸藻為墨西哥奇瓦瓦州和瓜納華托州的特有种。歪斜狸藻生长于海拔约2000米的浅水滩中。

## 外部連結
维基共享资源上的相關多媒體資源：歪斜狸藻
 維基物種上的相關：歪斜狸藻